# Pietro Lauro
Pietro Lauro (Módena, Italia, circa 1510 – posiblemente Venecia, Italia, 1568) fue un escritor, divulgador y traductor italiano.

## Datos biográficos
Se conoce muy poco sobre la vida y trayectoria de Lauro. Los datos de su biografía verdaderamente seguros son escasos. Se supone que nació alrededor de 1510 y que posiblemente haya completado estudios universitarios en Bolonia o en Padua, pero no consta en el Acta graduum de esas casas de estudios. Se ha sugerido, en atención a los trabajos de divulgación científica en el área médica escritos por él, que siguió cursos de medicina en la universidad, pero también este es un dato incierto.
En el decenio de 1540 se estableció en Venecia, con el objetivo de aprovechar el creciente auge de la industria tipográfica. En esa ciudad fue profesor de griego y de latín y se relacionó con personalidades luteranas italianas. Mantuvo correspondencia con Lucrezia Gonzaga de Gazzuolo y tuvo amistad con Luca Contile y Ortensio Lando.

## Traducciones
Lauro fue un fecundo traductor del latín al servicio de grandes editores venecianos como Giolito, Michele Tramezzino y Valgrisi. Entre las obras que tradujo hubo tratados científicos (Artemidoro, Giolito, 1542), obras de agronomía, medicina y astronomía (Carion, Tramezzino, 1543), libros de historia (Giuseppe Flavio, Valgrisi, 1544), arquitectura (Alberti, I dieci libri, Valgrisi, 1546); y los Coloquios familiares de Erasmo, dedicados a Renata de Francia (Valgrisi, 1545).
También alcanzó notoriedad por sus traducciones del español, de obras de Luis Vives (Dell’ufficio del marito, 1546) y de las obras devocionales de Antonio de Guevara y fray Luis de Granada publicadas por el editor Giolito en su Ghirlanda spirituale. Especialmente notables fueron sus traducciones de libros de caballerías, tales como Leandro el bel de Pedro de Luján (Il Cavalliere della Croce, Tramezzino, 1544), El caballero del sol de Pedro Hernández de Villalumbrales (Il cavalliere del sole, Sessa 1557) y el Valerián de Hungría de Dionís Clemente (Valeriano d’Ongaria, Bosello 1558-9).

## Continuador del ciclo caballeresco de los palmerines
Además de sus traducciones de obras caballerescas españolas, Lauro escribió el libro de caballerías Polendos, titulado en italiano Historia delle gloriose imprese di Polendo, figliuolo di Palmerino d’Oliva (Venecia, 1566), obra en la cual continuó la acción del libro español Primaleón, publicado en italiano en Venecia en 1548, en una traducción debida a Mambrino Roseo.